# Kay Worthington
Kay Frances Worthington (Toronto, 21 dicembre 1959) è un'ex canottiera canadese.

## Palmarès

### Olimpiadi
- 2 medaglie:
  - 2 ori (Barcellona 1992 nel quattro senza; Barcellona 1992 nell'otto)